# Лорън Уайзбъргър
Лорън Уайзбъргър (на английски: Lauren Weisberger) е американска писателка на бестселъри в жанра съвременен роман и чиклит.

## Биография и творчество
Лорън Бет Уайзбъргър е родена на 28 март 1977 г. в Скрантън, Пенсилвания, САЩ, в еврейско семейство. Майка ѝ е учителка, а баща ѝ е брокер. Прекарва детството си в малкото градче Кларк Съмит, Пенсилвания. Когато е на 11 години родителите ѝ се развеждат и тя с по-малката си отиват да живеят с майка си в Алънтаун, Пенсилвания. Там завършва гимназия „Паркланд“ през 1995 г. Учи в Университета „Корнел“ в Итака, щат Ню Йорк, и се дипломира през 1999 г. с бакалавърска степен по английски език.
През есента започва голямо пътешествие по света като посещава цяла Европа, Израел, Египет, Йордания, Тайланд, Индия, Непал, и Хонг Конг, само с една раница на гърба си. През 2001 г. се връща в САЩ и започва работа като личен асистент на главния редактор Ана Уинтур в списание „Вог“ в Манхатън. След 10 месеца напуска заедно с редактора Ричард Стори. Двамата отиват в списание „Заминаващи“ на „Американ Експрес“, където тя става асистент-редактор и води рубриката „100-думи“ до 2003 г.
След като споменава, че иска да пише книги, Ричард Стори я свързва със своя приятел Чарлз Салцбърг. Посещава вечерни курсове и започва да пише за времето си прекарано във „Вог“, правейки постоянни редакции на текста. Приет веднага от издателя първият ѝ роман „Дяволът носи Прада“ е издаден през 2003 г. Сюжетът на книгата комбинира истински и измислени факти, и е силно критичен към нюйоркския елит. Той бързо става бестселър, прекарвайки 6 месеца в списъка на „Ню Йорк Таймс“. През 2006 г. романът е екранизиран в едноименния филм с участието на филмовите звезди Мерил Стрийп и Ан Хатауей.
Произведенията на писателката постоянно са в списъците на бестселърите. Те са преведени на 34 езика по света. Според „Ентърнеймънт Уикли“ романите ѝ са „Перфектният антидот на телевизионните шоута – какво се случва, ако животът ти се превърне в риалити шоу и никога не излизаш от обсега на камерите.“
През 2008 г. се омъжва за Майк Коен, фотограф и драматург. Имат 2 деца.
Лорън Уайзбъргър живее със семейството си в Ню Йорк.

## Произведения

### Самостоятелни романи
- Everyone Worth Knowing (2005)
Нюйоркски светски хроники, изд.: „Интенс“, София (2005), прев.
- Chasing Harry Winston (2008)
Да преследваш пръстен с диамант, изд.: „Интенс“, София (2008), прев.
- Last Night at Chateau Marmont (2010)
Да имаш съпруг знаменитост, изд.: „Интенс“, София (2011), прев.
- The Singles Game (2016)
Да играеш без правила, изд.: „Интенс“, София (2016), прев. Деница Райкова
- When Life Gives You Lululemons (2018)
- The Wives (2018)

### Серия „Прада“ (Prada)
1. The Devil Wears Prada (2003)
Дяволът носи Прада, изд.: „Интенс“, София (2006), прев.
2. Revenge Wears Prada: The Devil Returns (2013)
Отмъщението носи Прада: дяволът се завръща, изд.: „Интенс“, София (2013), прев. Деница Райкова

### Сборници
- „The Bamboo Confessions“ в American Girls About Town (2004) – със Синди Чупак, Лорън Хендерсън, Криси Манби, Сара Млиновски, Адриана Триджиани и Дженифър Уайнър

### Филмография
- 2006 Дяволът носи Прада, The Devil Wears Prada – по романа, участва и в епизодична роля като близнаците Нани